# Leon V (papież)
Leon V (łac. Leo V; ur. w Ardei, zm. w 904 w Rzymie) – papież w okresie od lipca do września 903 roku.

## Życiorys
Leon V pochodził z Ardei, jego pontyfikat trwał tylko około trzydzieści dni po śmierci papieża Benedykta IV. Przed wyborem był księdzem w Priapi, został wybrany prawdopodobnie dlatego, że arystokracja i kler nie mogli dojść do porozumienia co do rzymskiego kandydata. Najprawdopodobniej był zwolennikiem Formozusa.
Został zmuszony do abdykacji przez nadwornego kapelana, późniejszego antypapieża Krzysztofa, a następnie uwięziony. Ponieważ Krzysztof sam pochodził z frakcji proformozańskiej, zachodzi podejrzenie, że nastąpił w niej rozłam, czego dowodem może być fakt, że Krzysztof sam wkrótce potem został wtrącony do więzienia i, razem z Leonem, zamordowany.